# Don Bielke
Donald Paul Bielke, detto Don (10 maggio 1932 – 2 febbraio 2023), è stato un cestista e allenatore di pallacanestro statunitense, professionista nella NBA.

## Carriera
Venne scelto all'ottavo giro del Draft NBA 1954 (67ª scelta assoluta) dai Fort Wayne Pistons. Giocò 7 partite con i Pistons nel 1954-55, segnando 2,0 punti in 5,4 minuti di media.